# Glycerol
Glycerol of (minder correct) glycerine (IUPAC-naam: propaan-1,2,3-triol) is een organische verbinding met als brutoformule C3H8O3. Het is de eenvoudigste drievoudige alcohol en komt voor als een viskeuze kleurloze vloeistof, die matig tot goed oplosbaar is in water.

## Synthese
Glycerol wordt doorgaans bereid door hydrolyse van plantaardig of dierlijk vet of olie. Deze biologische vetten zijn drievoudige esters (triglyceriden) van glycerol met drie vetzuurketens. Het triglyceride (1) wordt behandeld met ethanol (2) en een katalytische hoeveelheid base, zodat glycerol (4) en de overeenkomstige ethylesters van de vetzuren (3) ontstaan:
Daarnaast ontstaat glycerol als nevenproduct bij het maken van zeep en als nevenproduct bij de productie van biodiesel. Er wordt ook glycerol van aardolie gemaakt.

## Eigenschappen en voorkomen
Glycerol is een vloeistof met een hoge viscositeit. De stof smaakt zoet en is niet giftig. Daarnaast is glycerol hygroscopisch. Bij 20 °C bedraagt de oppervlaktespanning 64,00 mN/m.
De stof komt van nature in het menselijk lichaam voor en wordt gebruikt bij de synthese van triacylglycerolen en fosfolipiden. Bij afbraak van deze stoffen komt glycerol vrij. Glycerol wordt ook als precursor van glycerol-3-fosfaat gebruikt in de gluconeogenese.

## Toepassingen

### Medisch
Glycerol wordt in medische preparaten gebruikt, om een vergladdend of verzachtend effect te bereiken. Zo wordt het toegepast in hoestdranken en zetpillen. Als glycerol reageert met geconcentreerd salpeterzuur en zwavelzuur (nitreerzuur), ontstaat nitroglycerine, een stof die onder andere gebruikt wordt voor de symptomatische behandeling van hartkramp (angina pectoris).

### Persoonlijke verzorging
Glycerol wordt als vochtvasthoudend middel gebruikt in cosmetica, bijvoorbeeld tandpasta, mondwaters, shampoo, handcrème en zeep. Borax-glycerine wordt gebruikt bij ontstekingen in de mond (aanstippen).

### Voeding
Glycerol wordt in de voeding gebruikt als oplosmiddel of zoetmaker, bijvoorbeeld in snoep, gebak en margarine. Het is een toegestane stof met als E-nummer 422.

### Speelgoed
In bellenblaas zit vaak glycerol om de hoge oppervlaktespanning van water te verlagen, zo kan men grote bellen blazen.

### Industrie
Glycerol vindt industriële toepassingen als weekmaker in kunststoffen en als antivries. Door een chemische reactie met een mengsel van geconcentreerd salpeterzuur en zwavelzuur ontstaat nitroglycerine, de basis van dynamiet. Ook wordt het gebruikt als basis voor polyolen, die weer een componenent van polyurethaan zijn.
Door de groei van de biodieselproductie is ook de glycerolproductie verhoogd en is er gezocht naar nieuwe toepassingsmogelijkheden van glycerol. Zo kan het gebruikt worden voor de productie van epichloorhydrine. Door bacteriële fermentatie kan glycerol omgezet worden in waterstof, ethanol, barnsteenzuur, 1,3-propaandiol en andere stoffen. Ook wordt de mogelijkheid onderzocht om glycerol te gebruiken in antivries.
Glycerol wordt toegepast om het meetgedeelte van manometers te vullen, zodat ze ongevoeliger worden voor trillingen.

### Vergisting
Natte biomassa wordt steeds meer vergist in vergistingsinstallaties. Bij covergisting wordt een natte biomassa (meestal mest) toegevoegd aan een andere biomassa (zoals een landbouwproduct, een nevenproduct uit de voedingsindustrie of glycerol). Er bestaat een zogenaamde groene lijst met stoffen die toegestaan zijn in vergistingsinstallaties. Door vergisting wordt biogas gevormd. Wat verder overblijft is het digestaat (het natte eindproduct), dat als meststof gebruikt kan worden.

### Cryoprotectant
Bij het invriezen van gist (bijvoorbeeld om deze lange tijd te bewaren) wordt vaak gebruikgemaakt van een glyceroloplossing als cryoprotectant om de cellen te beschermen tegen schade door ijskristalvorming. Glycerol verlaagt het vriespunt van de oplossing, waardoor de vorming van ijskristallen wordt beperkt en deze minder schadelijk zijn. Daarnaast stabiliseert glycerol de celmembranen, waardoor deze beter bestand zijn tegen scheuren door bevriezing en osmotische stress. In puur water ontstaan scherpe ijskristallen die de celmembranen kunnen beschadigen en intracellulaire ijskristallen kunnen vormen, wat leidt tot een lage overlevingskans van de gistcellen. In een glyceroloplossing, meestal met een concentratie van 10-20%, blijven de meeste gistcellen levensvatbaar, waardoor deze methode geschikt is voor het langdurig bewaren van gist.

## Glycerolschandaal
In 1996 overleden zestig kinderen op Haïti door met antivries (etheenglycol) vervuilde glycerol te drinken, die door het Nederlandse bedrijf Vos uit Alphen aan den Rijn was geleverd. De glycerol was afkomstig uit China en werd in Haïti verwerkt in hoestdrank. Bij Vos was bekend dat de glycerol ongeschikt was voor menselijke consumptie. De leiding van het bedrijf werd niet strafrechtelijk vervolgd, maar er volgde een schikking met het Openbaar Ministerie van 200.000 euro.
Op 6 maart 2004 besloot het ministerie van Buitenlandse Zaken om een half miljoen euro aan de nabestaanden te doneren.